# قنبرة الشرق كبيرة

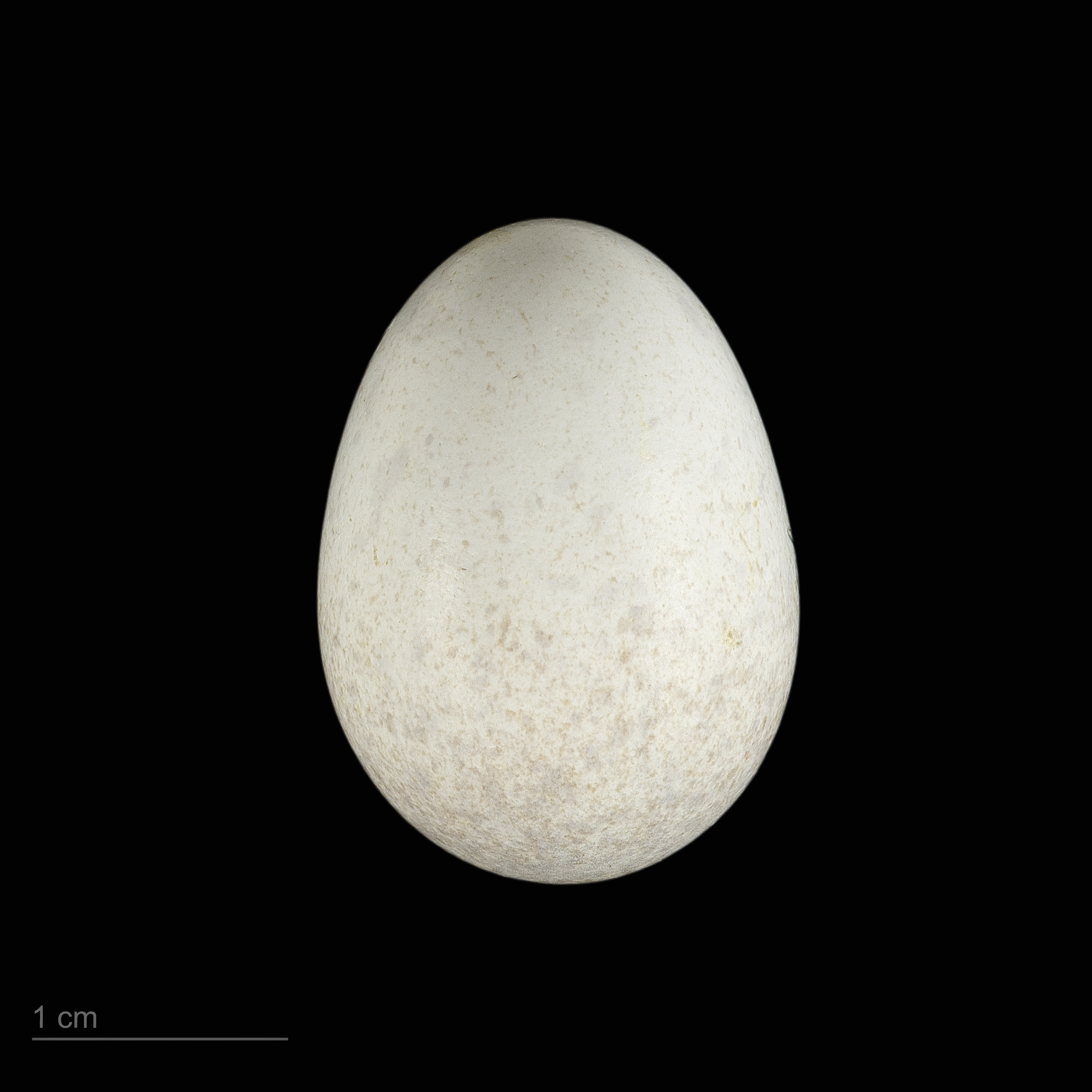
Melanocorypha bimaculata

قنبرة الشرق كبيرة (الاسم العلمي: Melanocorypha  bimaculata) (بالإنجليزية: Bimaculated  Lark)‏ هو طائر ينتمي إلى قبرة (فصيلة: Alaudidae).